# Orthasterias
Orthasterias is een geslacht van zeesterren uit de familie Asteriidae.

## Soort
- Orthasterias koehleri (de Loriol, 1897)